# 卢献匾
卢献匾（1962年12月—），广西环江人，壮族，中华人民共和国政治人物、第十二届全国人民代表大会广西地区代表。

## 生平
毕业于广西师范大学经济史专业。加入中国共产党。2013年，担任全国人大代表。2018年1月，任广西壮族自治区人大常委会副主任。2018年2月24日，当选为第十三届全国人大代表。